# Édouard Placide Duchassaing de Fontbressin
Edmond Placide Duchassaing de Fontbressin (Le Moule, Guadalupe; 1818 - Coulounieix-Chamiers, 1873) fue un médico y naturalista francés.

## Semblanza
Duchassaing de Fontbressin nació en una familia de viveristas de la isla de Guadalupe. Se trasladó a Francia para estudiar en París; diplomándose en medicina, geología y zoología. Ejerció como cirujano de a bordo, en la isla Guadalupe y viajó frecuentemente por las islas vecinas: Niéves, San Eustaquio, San Martín, San Bartolomé, Saint Croix y Cuba, recalando también en Panamá. Además de su práctica como médico, reunió importantes colecciones de historia natural. Hacia 1850 partió hacia Copenhague para obtener un título de médico danés que le permitiera instalarse en Saint Thomas, a la sazón posesión danesa. Regresó a Francia en 1867.
Escribió numerosas publicaciones sobre las esponjas y de las zoofitas, en colaboración con el italiano Giovanni Michelotti (1812-1898).

## Algunas publicaciones[2]
- 1844 . Considérations générales sur les faluns, description des terrains tertiaires de la Bretagne et des principaux fossiles qui s'y trouvent. Impr. de Lacour et Maistrasse, Paris. Fue su tesis de Geología
- 1844 . Recherches sur les formes dans le règne animal et sur les caractères que l'on peut en tirer. Impr. de Lacour et Maistrasse, Paris. Fue su tesis de Zoología
- 1850 . Animaux radiaires des Antilles. Impr. de Plon frères, Paris
- 1855 . “Observations sur les formations modernes de l'île de la Guadeloupe”, Bulletin de la Société géologique de France, 2ª serie, T. XII
- 1864 . Con Giovanni Michelotti (1812-1898), Spongiaires de la mer Caraïbe. Loosjes, Haarlem
- 1864 . Con Giovanni Michelotti (1812-1898), Supplément au mémoire sur les coralliaires des Antilles. Impr. royale, Turin
- 1870 . Revue des zoophytes et des spongiaires des Antilles. V. Masson & fils, París
- 1874 . Essai de physiologie et de psychologie. G. Baillière, París

## Eponimia
- (Dioscoreaceae) Dioscorea duchassaingii R.Knuth[3]
- (Myrtaceae) Myrcia duchassaingiana O.Berg[4]
- (Piperaceae) Piper duchassaingii C.DC.[5]
- (Urticaceae) Pilea duchassaingii Urb.[6]

## Abreviatura (zoología)
La abreviatura Duchassaing  se emplea para indicar a Édouard Placide Duchassaing de Fontbressin como autoridad en la descripción y taxonomía en zoología.

- Datos: Q3579998
- Multimedia: Édouard Placide Duchassaing de Fontbressin / Q3579998
- Especies: Édouard Placide Duchassaing de Fonbressin

1. ↑  Todos los géneros y especies descritos por este autor en IPNI.